# Grens
Grens je obec na jihozápadě Švýcarska v okrese Nyon v kantonu Vaud. Leží poblíž Ženevského jezera. Žije zde 389 obyvatel.

## Geografie
Grens leží v nadmořské výšce 496 m, vzdušnou čarou 4 km severozápadně od okresního města Nyon. Obec leží na mírně jihovýchodně se svažující náhorní plošině na jižním úpatí Jury, na úpatí hory La Dôle.
Území obce o rozloze 2,5 km² se rozkládá na části roviny na úpatí Jury. Na severu zasahuje území obce až k toku řeky Asse. Nejvyšší bod Grensu je 510 m n. m. V roce 1997 tvořila 7 % území obce zastavěná plocha, 2 % lesy a lesní porosty a 91 % zemědělství.
Ke Grensu patří několik samostatných zemědělských usedlostí. Sousedními obcemi jsou Chéserex, Borex, Signy-Avenex, Nyon, Trélex a Gingins.

## Historie
Nálezy cihel z doby římské svědčí o raném osídlení území obce. První písemná zmínka o obci pochází z roku 1164 pod názvem Graiens, současný pravopis se objevil v roce 1202 a název Granz v roce 1212.
Někdejší kostel v Grensu byl od středověku pod patronátem cisterciáckého opatství Bonmont. Po dobytí Vaudu Bernem v roce 1536 přešel Grens pod správu panství Nyon. Zde podléhal okrsku Gingins. Po pádu Staré konfederace patřila obec v letech 1798–1803 v období helvétského soustátí ke kantonu Léman, který byl poté po vstupu v platnost mediační ústavy sloučen s kantonem Vaud. V roce 1798 byla přiřazena k okresu Nyon. Dnes Grens nemá vlastní kostel a patří do farnosti Gingins.

## Obyvatelstvo
| Rok            | 1764 | 1850 | 1900 | 1910 | 1930 | 1950 | 1960 | 1970 | 1980 | 1990 | 2000 |
| Počet obyvatel | 119  | 130  | 155  | 138  | 133  | 149  | 139  | 166  | 193  | 223  | 316  |

Z celkového počtu obyvatel je 82,6 % francouzsky mluvících, 8,2 % anglicky mluvících a 4,8 % německy mluvících (stav v roce 2000). V roce 1850 měl Grens celkem 130 obyvatel a v roce 1900 155 obyvatel. Po roce 1970 (166 obyvatel) začal počet obyvatel rychle růst a během 30 let se zdvojnásobil.

## Hospodářství
Až do druhé poloviny 20. století byl Grens vesnicí, která se vyznačovala především zemědělstvím. Dnes se zemědělství soustřeďuje na ornou půdu a v blízkosti obce se nacházejí dvě malé vinice. Další pracovní příležitosti jsou k dispozici v místním průmyslu a ve službách. V posledních desetiletích se obec rozvinula v rezidenční obec. Mnoho pracujících dojíždí za prací především do Nyonu a Ženevy.

## Doprava
Přestože se obec nachází mimo hlavní dopravní tepny, má dobré dopravní spojení a je snadno dostupná z Nyonu. Dálniční křižovatka Nyon na dálnici A1 (Ženeva–Lausanne) je od obce vzdálena asi 3 km. Grens je napojen na síť veřejné dopravy prostřednictvím postbusové linky z Nyonu do Gingins.